# Agnieszka Krukówna
Agnieszka Barbara Krukówna (Kruk) (ur. 20 marca 1971 w Chorzowie) – polska aktorka teatralna, filmowa i telewizyjna, laureatka Orła za pierwszoplanową rolę w filmie Farba.

## Życiorys
W wieku 12 lat trafiła za namową matki na casting do reżyserowanego przez Wojciecha Sawę filmu Panny, w którym zagrała rolę Iwonki. Wystąpiła jeszcze w kilku serialach, a następnie podjęła naukę w Państwowej Wyższej Szkole Teatralnej w Warszawie. Podczas studiów zagrała w Liście Schindlera Stevena Spielberga, Damie kameliowej Jerzego Antczaka i Kolejności uczuć Radosława Piwowarskiego. Po ukończeniu w 1995 studiów pracowała w warszawskim Teatrze Powszechnym. W 1999 otrzymała „Orła” za główną rolę w filmie Farba.

## Życie prywatne
W 2003 zawarła związek małżeński, który jednak wkrótce zakończył się rozwodem.
Aktorka zmagała się z depresją oraz uzależnieniem od alkoholu i narkotyków.

## Filmografia (wybrane)
- 1984: Panny − jako Iwonka
- 1985: Urwisy z Doliny Młynów − jako Asia
- 1986: Klementynka i Klemens – gęsi z Doliny Młynów − jako Asia
- 1987: Ucieczka z miejsc ukochanych − jako Hela (odc. 2 i 3)
- 1989: Janka − jako Janka Nowak
- 1990: Kramarz − jako córka
- 1990: Korczak − jako Ewa
- 1990: W piątą stronę świata − jako Dorota
- 1990: Życie za życie. Maksymilian Kolbe − jako córka Koniora
- 1990: Janka − jako Janka Nowak
- 1992: Szwadron − jako Weronka
- 1993: Lista Schindlera − jako dziewczyna Czurdy
- 1993: Kolejność uczuć − jako żona dyrektora
- 1994: Dama kameliowa − jako Nanine
- 1995: Pestka − jako Sabina
- 1997: Farba − jako Farba
- 1997: Łóżko Wierszynina − jako Irina
- 1997: Boża podszewka − jako Maryśka Jurewicz
- 1997: Czas zdrady − jako Rosana
- 1999: Ogniem i mieczem − jako młoda Ukrainka
- 1999: Fuks − jako Sonia
- 2000: Ogniem i mieczem − jako młoda Ukrainka
- 2003: Na dobre i na złe − jako Grażyna Małecka (odc. 132-134)
- 2003: Męskie-żeńskie − jako Hania (odc. 2)
- 2003–2004: Na Wspólnej − jako Iwona Gładczyńska
- 2003: Defekt − jako Ewa Bauman
- 2004: Kosmici − jako Lucy Majewska
- 2005: Rozdroże Cafe − jako Katarzyna
- 2005: Klinika samotnych serc − jako Joanna Kawecka (odc. 1, 2 i 9)
- 2006: Niania − jako Aśka Nowaczyńska (odc.45)
- 2011: Rezydencja − jako Oracja Modzelewska
- 2013: Psubrat − jako matka
- 2014−2015: Na dobre i na złe − jako Marzena Konopka, matka Jaśka
- 2020: 25 lat niewinności. Sprawa Tomka Komendy − sędzia Sądu Najwyższego

## Dubbing
- 1993: Polski crash – jako Alina Suchocka

## Nagrody
- Orzeł 1999: Farba (najlepsza rola kobieca za rok 1998)